# روابط ایالات متحده آمریکا و تاجیکستان
روابط تاجیکستان و ایالات متحده روابط دوجانبه بین تاجیکستان و ایالات متحده آمریکا است که از سال ۲۰۰۹ آغاز شد.
بر اساس گزارش رهبری جهانی ۲۰۱۲ ایالات متحده، ۴۴٪ از تاجیک‌ها رهبری ایالات متحده را تأیید می‌کنند، همین‌طور این گزارش حاکی از ۳۸٪ مخالفت و ۱۸٪ عدم اطمینان است.

## مرور
همچنان که تاجیکستان از میراث جنگ داخلی خود نجات می‌یابد، ایالات متحده همچنان متعهد به کمک به تاجیکستان در توسعه اقتصادی و سیاسی خود است. تلاشهای کمکی آمریکا به دور از کمکهای بشردوستانه و سازش سیاسی در حال پیشرفت است، زیرا این نیازها به‌طور فزاینده ای برآورده شده‌است. در عوض، تلاش‌های آنها در جهت اهداف گسترده‌تر اصلاحات دموکراتیک و اقتصادی انجام شده‌است.
روابط ایالات متحده و تاجیکستان از ۱۱ سپتامبر ۲۰۰۱ به میزان قابل توجهی توسعه یافته‌است. اکنون دو کشور رابطه گسترده‌ای دارند و در زمینه‌هایی مانند مبارزه با مواد مخدر، مبارزه با تروریسم، منع گسترش سلاح‌های هسته ای و رشد و ثبات منطقه ای همکاری می‌کنند. با توجه به خروج نیروهای مرزی روسیه از مرزهای تاجیکستان و افغانستان، دولت ایالات متحده تلاش بین‌المللی را برای تقویت تمامیت ارضی تاجیکستان، جلوگیری از حمل و نقل مواد مخدر و مواد یا فناوری مربوط به سلاح‌های کشتار جمعی (WMD). تلاش کلی آمریکا برای حفظ یک تاجیکستان پایدار و صلح‌آمیز، برای جلوگیری از فعالیت هرگونه گروه‌های تروریستی و رادیکال است.

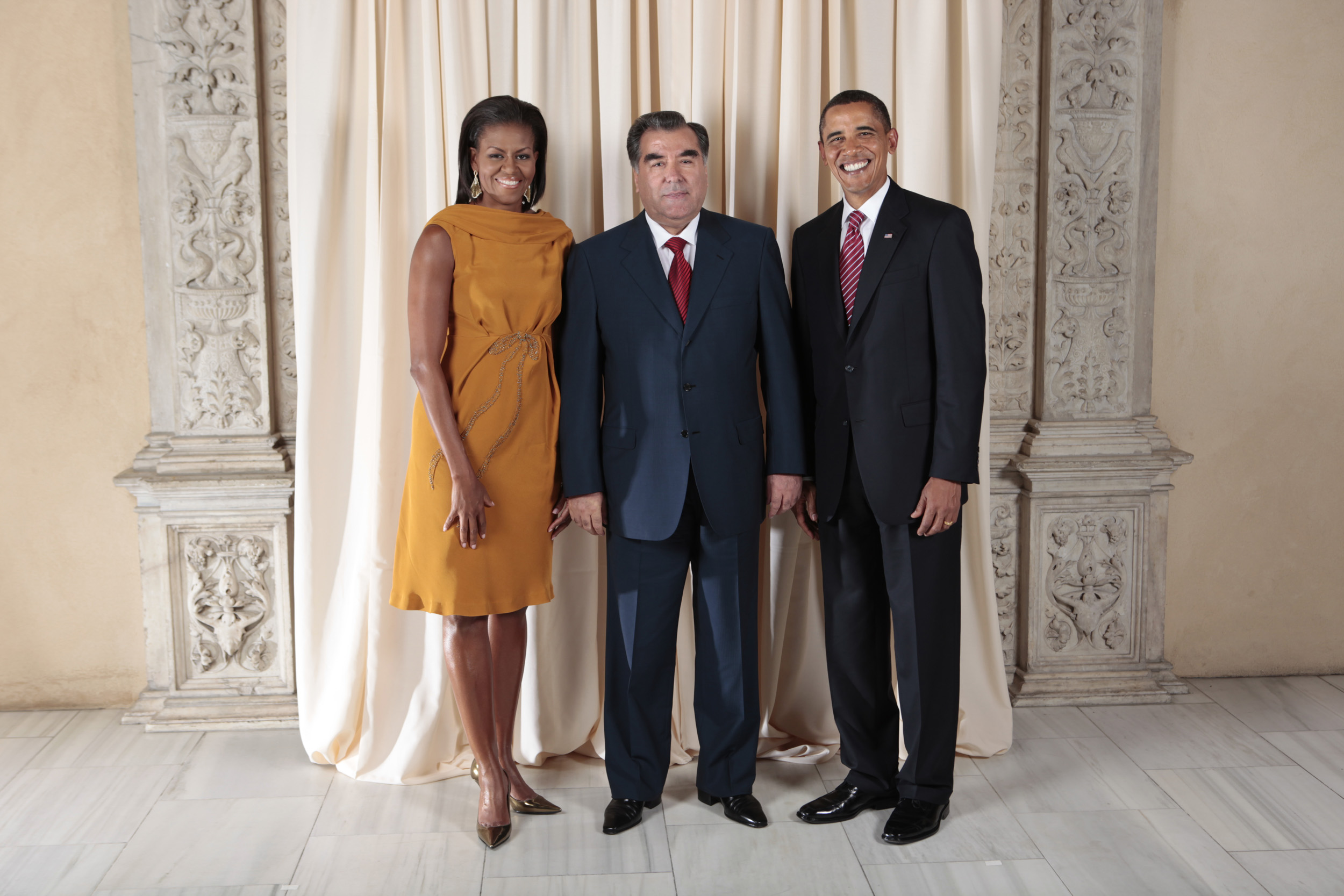
دیدار امامعلی رحمان رئیس‌جمهور تاجیکستان با باراک اوباما رئیس‌جمهور آمریکا و میشل اوباما بانوی اول در شهر نیویورک در سپتامبر ۲۰۰۹.

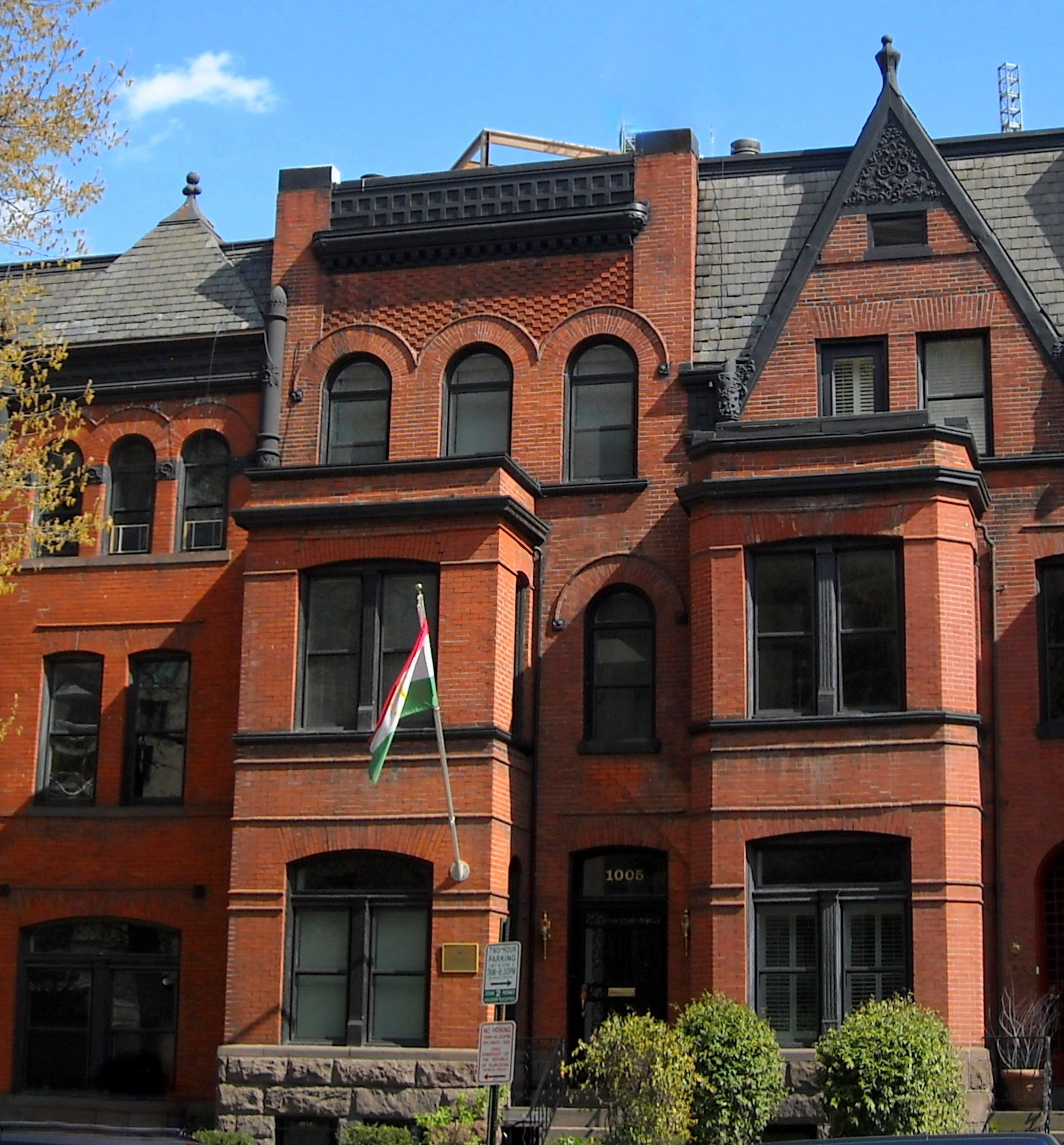
سفارت تاجیکستان در واشینگتن دی سی، محل اقامت سابق ذکر شده در فهرست ثبت ملی اماکن تاریخی.

پل ۳۶ میلیون دلاری با تأمین بودجه دولت ایالات متحده بر روی رودخانه پنج شیرخان بندر در افغانستان را با نیژنی پیانژ در تاجیکستان متصل می‌کند که روزانه بیش از ۱۵۰ کامیون یا ۱۰۰۰ اتومبیل را حمل می‌کند. این پل فرصت‌های اقتصادی و تجاری در دو طرف رودخانه را افزایش می‌دهد و به کالاها و مردم اجازه می‌دهد تا راحت تر از آن عبور کنند. از طرف افغانستان، جاده پل به جاده کمربندی افغانستان متصل خواهد شد که اساساً از طریق بانک توسعه آسیا با کمک بین‌المللی ساخته می‌شود.
ایالات متحده تاجیکستان را در ۲۶ دسامبر ۱۹۹۱، روز انحلال اتحاد جماهیر شوروی سوسیالیستی اتحادیه جماهیر شوروی شناخت، و در مارس ۱۹۹۲ سفارت موقت خود را در هتلی در شهر دوشنبه پایتخت گشود. پس از بمب‌گذاری در سفارت‌های ایالات متحده در آفریقا در سال ۱۹۹۸، پرسنل آمریکایی سفارت دوشنبه به دلیل افزایش استانداردهای امنیتی سفارت، موقتاً به آلماتی قزاقستان منتقل شدند. سفارت آمریکا دوشنبه از آن زمان به کار کامل خود بازگشت و در ژوئیه ۲۰۰۶ به یک محوطه سفارشی هدفمند منتقل شد.
مقامات اصلی سفارت آمریکا عبارتند از:
- سفیر - جان ام. پومرسهایم[۲]

سفارت تاجیکستان در محله West End واشینگتن دی سی واقع شده‌است.